# RAN-10S
RAN-10Sは、イタリアのセレニア（現在のSELEX）社が開発した2次元レーダー。
イタリア海軍ではMM/SPS-774として装備化されており、対空・対水上捜索レーダーとして搭載される。また、中国では360型レーダー（H/LJQ-360, SR60）として山寨化されている。

## 概要
RAN-10Sは、フリゲート・コルベット向けの低空警戒・対水上レーダーとして、1980年に発表された。基本的には、1960年代に巡洋艦・駆逐艦向けのLバンドの対空捜索レーダーとして開発されたRAN-3Lをもとに、周波数をSバンドに変更するなどシステム全体を小型化して開発されたものである。戦闘機に対しては40海里 (74 km)、シースキマー（高度3メートルを飛行するレーダー反射断面積0.1m²の目標）に対しては5.5海里 (10.2 km)の有効探知距離を発揮できる。アンテナはパラボラアンテナを採用しており、当初はメッシュ式のG10型を用いていたが、1986年にはソリッド式のSMA-7104型が登場した。これらのアンテナはいずれも安定化されている。
また、のちには、中国船舶重工集団（CSIC）中国艦船研究院の第723研究所（揚州船用電子儀器研究所）によって、本機をリバースエンジニアリングしての開発が行われた。これによって開発されたのが360型対空対水上レーダー（360型対空対海捜索雷達、H/LJQ-360）で、輸出版はSR-60、S-3、ないしシーガル-Sと称されている。中国人民解放軍海軍では、354型レーダーの後継機種として、主にフリゲートに搭載されている。一方、駆逐艦においては、フランスのトムソンCSF社（現在のタレス・グループ）製の「シー・タイガー」（フランス軍の制式名はDRBV-15）の山寨版である363S型レーダーが用いられている。

## 搭載艦
RAN-10S
 イタリア海軍
- 軽空母「ジュゼッペ・ガリバルディ」
- アウダーチェ級駆逐艦
- デ・ラ・ペンネ級駆逐艦
- ルポ級フリゲート
- アルティリエーレ級フリゲート
- マエストラーレ級フリゲート
- ミネルヴァ級コルベット

 エクアドル海軍
- エスメラルダス級コルベット

 ベネズエラ海軍
- マリスカル・スクレ級フリゲート

 ペルー海軍
- カルバハル級フリゲート

360型
 中国人民解放軍海軍
- 旅海型駆逐艦（051B型）
- 江滬V型フリゲート（053H1G型）
- 江衛型フリゲート（053H2G/053H3型）
- 江凱I型フリゲート（054型）

 タイ海軍
- ナレースワン級フリゲート

 パキスタン海軍
- ズルフィカル級フリゲート